# Iura praediorum

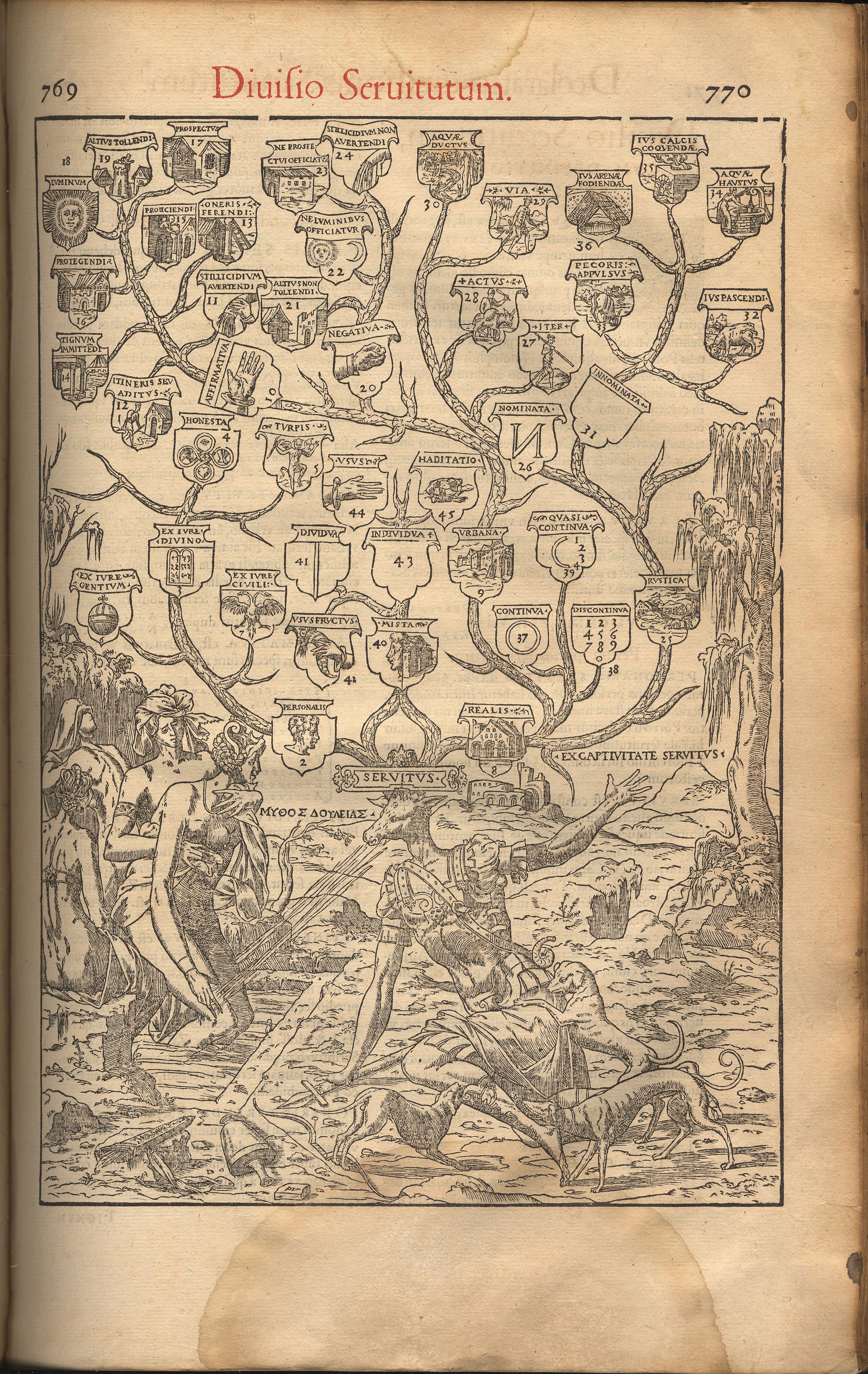
Stammbaum der Dienstbarkeiten des römischen Rechts (aus dem Corpus iuris civilis von 1548–1550), Pierre Eskrich.

Iura praediorum (auch: servitutes praediorum, servitutes reales) war seit dem altzivilen römischen Recht die Sammelbezeichnung für Prädial- oder Realservitute (Grunddienstbarkeiten). Die Beschränkung des absoluten Rechts „Eigentum“ durch Dienstbarkeiten war wichtiger Bestandteil des Sachenrechts.

## Rechtsinhalte
Mittels einer Grunddienstbarkeit räumte ein Grundstückseigentümer einem benachbarten Grundstückseigentümer ein dingliches Nutzungsrecht an seinem Grundstück ein. Der Eigentümer des „herrschenden“ Grundstücks (praedium dominans) konnte als Servitutsberechtigter auf dem „dienenden“ Grundstück (praedium serviens) des Nachbarn besondere Duldungs- oder Unterlassungsrechte geltend machen, so zum Beispiel die Einräumung von Wege- oder Aussichtsrechten. Das durch Nutzungsrechte Dritter eingeschränkte Eigentum bedeutete bei den Römern bereits eine beschränkt dingliche Belastung, da es zum Teilinhalt des Eigentums wurde. Schon während der Republik sollen Servitute abgespalten und zu selbständigen Rechten gestaltet worden sein.
Unterschieden wurden die so bezeichneten Rustikal- oder Felddienstbarkeiten (iura praediorum rusticorum) und die Stadt- oder Gebäudedienstbarkeiten (iura praediorum urbanorum). Die Unterteilung erfolgte aufgrund landwirtschaftlicher beziehungsweise städtischer Zweckbindung, nicht nach Lagegesichtspunkten. Die Dienstbarkeiten waren schonend auszuüben. Sie unterlagen Maßhaltung und gedeihlichem Miteinander als Kriterien der Interessenswahrung beteiligter Parteien. Vor jedem Eingriff in Drittrechte waren die Interventionsabsichten auf Erforderlichkeit und Nutzen hin abzuwägen.

Die ältesten Feldservitute sind der Fahr- und Fußweg (via, iter), die Viehtriebstrecke (actus), die Wasserleitung (aquae ductus); jüngere sind das Wasserschöpfrecht (aquae haustus), Viehtränkerechte (pecoris ad aquam appellendi), Rechte im Zusammenhang mit der Kalkbrennerei (calcis coquendae), dem Sandabbau (harenae fodiendae) und der Kreideförderung (cretae eximendae). Grundstücksservitute wurden beispielsweise auch bei Dachtraufen (servitus stillicidii) erforderlich, soweit sie auf das Grundstück des Nachbarn ragten. Auch waren in diesem Sinne Höhenbeschränkungen bei Häusern (altius nontollendi) zu behandeln, damit die Sicht nicht behindert wird. Mauer- und Stützrechte (tigni immittendi, oneris ferendi) sowie Regen- und Abwasserleitungen (fluminis, cloacae) waren wichtige urbane Servitute.
Abzugrenzen waren Prädialservituten gegen Personalservituten, die bestimmten Personen dingliche Rechte an (un-)beweglichen Sachen einräumten.

## Begründung und Beendigung von Servituten
Servitute entstanden und erloschen nach vielfältigen Regeln. 
Die Bestellung konnte im Wege gerichtlicher Rechtsabtretungen (auch mancipatio) erfolgen, ebenso – in Ansehung von Regelungen von Todes wegen – über Vindikationslegate oder ganz allgemein über Ersitzung (usucapio) und dinglichen Vorbehalt (deductio), jedenfalls wenn Grundstücksveräußerungen oder Teilungsverfahren (adiudicatio) in Aussicht standen. Erst die justinianische Rechtsetzung der Spätantike ließ formlose Vereinbarungen genügen.
Servituten erloschen regelmäßig durch Rechtsverzicht, Nichtausübung (non usus), Rückersitzung oder Erledigung. Im klassischen Recht war probates Mittel die Rechtsverfolgung in iure cessio.

## Rechtsschutz
Rechtsschutz konnte der Servitutsberechtigte über die actio confessoria einholen. Die Klage war auf Feststellung und Restitution gerichtet, soweit sie erfolgreich war. Die Anmaßung von Servituten wurde mittels der actio negatoria abgewehrt.
Einstweiligen Rechtsschutz konnte der Prätor im präventiven Wege des Interdikts gewähren, soweit die ihm Rechtsausübung des Servitutsberechtigten ordnungsgemäß erschien. Das Besitzschutzinteresse reichte dahin, dass sich die Parteien prozessual in umgekehrter Rollenverteilung im Prozess einfanden, um (unzulässige) Eigenmacht des Eigentümers einzuschränken. 